# Estuarium

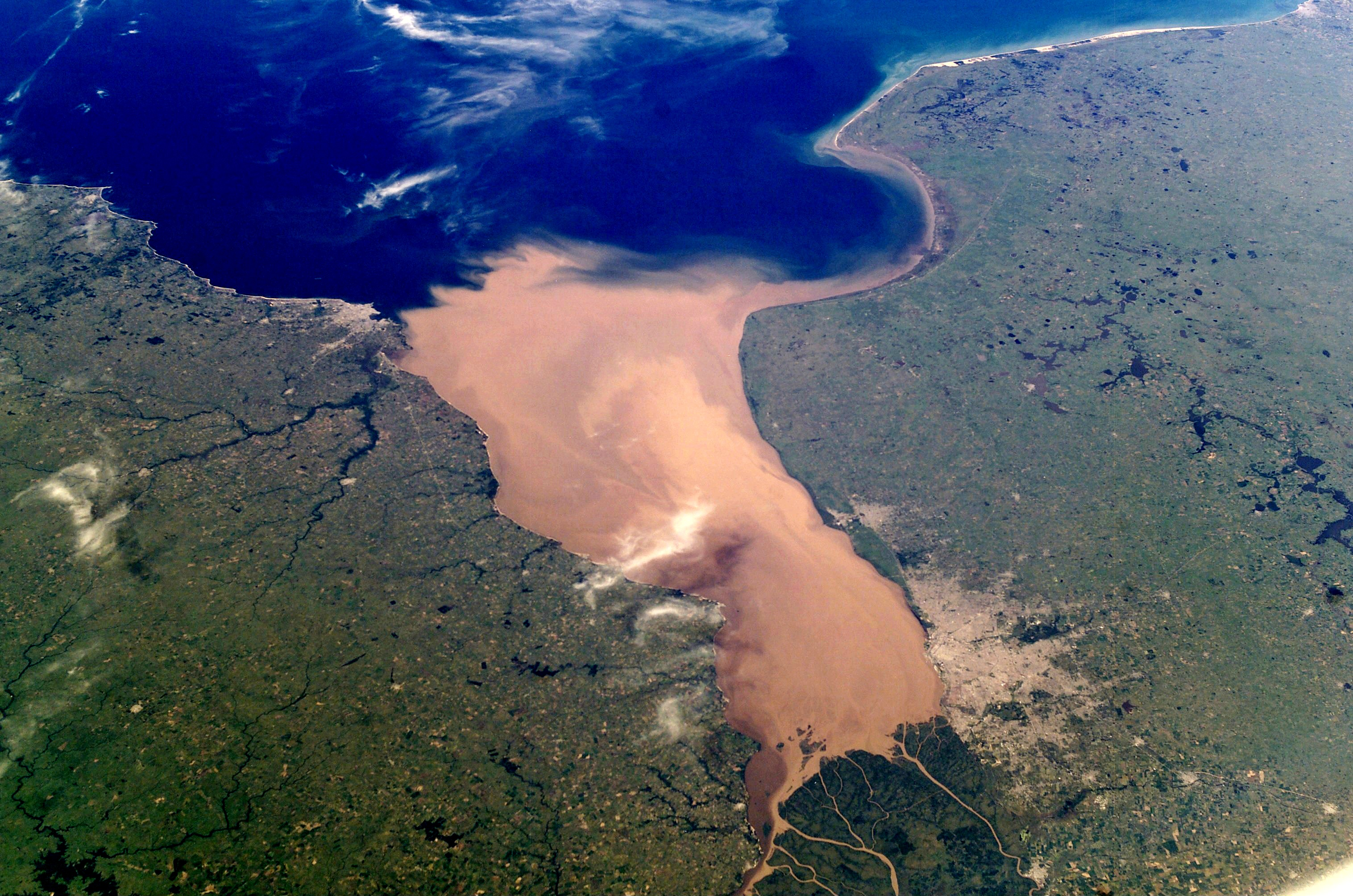
Río de la Platas estuarium

Ett estuarium (latin: æstuarium, ’lagun’, ’bukt’, ’vik’) eller mynningsvik är ett vattenområde delvis omgivet av land, där sötvatten gradvis blandas upp med saltvatten. Resultatet blir en varierande grad av bräckt vatten. Ett estuarium kan bildas där ett vattendrag flyter ut i en vik eller annat vattenområde. Vattendraget måste vara tillräckligt stort för att sötvattenflödet skall ge något märkbar påverkan på salthalten i estuariet.
I en vidare mening kan även avgränsade havsområden där sött och salt vatten blandas samman kallas för estuarier. Sådana exempel är fjordar och innanhav som Östersjön.

## Förekomst och beskrivning
Estuarier finns hos flera av jordens större floder som Ob, Jenisej, Saint Lawrencefloden och Río de la Plata. I dessa estuarier och floder kan verkan av havets nivåförändringar göra sig gällande flera mil från mynningen.
Vid flod strömmar havsvattnet med ganska stor hastighet upp i floden, dämmer upp dess vatten och driver det tillbaka som en våg (på sina håll upp till fem meter hög, så kallad bore). Så snart ebben börjar och havet sjunker tillbaka, störtar flodens uppdämda vatten med stor hastighet och kraft ut i havet och sopar då bort sand och slam från bottnen och förhindrar bildandet av de grunda och låga öar som är karakteristiska för deltabildningarna. Ett estuarium i en flodmynning kan därför ses som motsatsen till ett floddelta.
Estuariet är en randzon, som ställer stora krav på djur och växter, då dessa måste tåla stora variationer i saliniteten. Estuarier återfinns oftast där floder och andra vattendrag mynnar i havet. På sådana ställen karakteriseras estuarierna även av varierande vattennivåer på grund av tidvatten eller vindar, vilket ställer ytterligare krav på estuariernas organismer. 
I subtropiska och tropiska områden är mangrove en av de karakteristiska växterna i estuarierna. 

## Exempel i Norden
I Danmark är bland annat Odensefjorden och Randersfjorden estuarier. Men också mycket större områden, till exempel Östersjön, kan betecknas som estuarier, då salthalten varierar med djupet. Ett exempel på ett estuarium i Sverige är Nordre Älvs estuarium mellan Göteborgs och Kungälvs kommuner.